# San Dimas (Messico)
San Dimas è un comune del Messico, situato nello stato di Durango, il cui capoluogo è la località di Tayoltita.
Il nome della municipalità ricorda San Disma, il buon ladrone crocifisso con il Cristo.